# 香港的難民和尋求庇護者
難民和尋求庇護者，是香港的城市人口的一小部分。歷史上香港附近地區每次災難後也有難民流入香港，其中華裔人士及少部分非華裔人士被吸收為香港人的一部分，例如華裔地區的中國大陸及非華裔地區的越南，在超過20萬名滯港越南人中，只有1,385人獲准在香港居留。
截至2024年，大約有1.5萬名免遣返聲請者在香港生活，而大約1%的聲請者最終成功獲安排移居至第三國家。難民問題在香港備受爭議，批評者指出尋求庇護制度受到濫用，申請人亦沒有真正的酷刑或迫害風險，也有為了透過結婚入籍香港而騙財騙色的「難民」，而支持者則指出難民的經濟支援不足夠應付日常基本生活。

## 歷史
周邊地區的動盪一直是難民湧向香港的原因。1949年國共內戰的結束導致了成千上萬的中國內地難民逃港，越戰的結束帶來了數十萬越南難民。 最終，在難民申請中，143,700名越南難民被安置在第三國，約67,000名越南移民被遣返回越南。只有約1,000名越南難民獲准在香港居住和被吸收。
2004年，在香港終審法院指示香港政府單獨審議所有難民庇護要求提出個人評估制度後，在作出這一決定之後，尋求庇護者的到來顯著增加。2013年3月，終審法院裁定難民申請的裁定須經司法覆核。這個具有里程碑意義的裁決促使香港重新考慮酷刑聲請的制度。聯合國難民署過去曾決定難民地位，並處理從香港到第三國的難民的重新安置。在法院提出的推動下，香港於2014年開始實行統一篩選機制。
在2014-15年期間，尋求庇護者的數量急劇上升，從2014年初到2015年中期上升了70％，原因是統一了香港的酷刑聲請的篩選機制。

## 統一篩選機制
由於香港沒有簽署聯合國的《難民公約》，沒有責任收留難民，但因簽署《禁止酷刑公約》，也不能把庇護者送回有機會遭受酷刑的國家，因此，香港政府統稱庇護者為“免遣返聲請者”，而非“難民”。自2014年起，香港由入境事務處統一審核酷刑聲請和遣返程序，個案成立則轉交聯合國難民署安排移居至第三國家。酷刑聲請的成功率很低。截至2024年10月底，香港約有1.5萬名聲請者，而只有1%的聲請者最終獲安排移居。

## 爭議

### 機制被濫用
2012年，入境事務處發言人表示，政府的官方立場是，香港長期以來有一項“不給予庇護，不接納尋求難民身份的人”的政策，因為擔心尋求庇護者會因為香港繁榮而濫用該制度和自由簽證政策。
南華早報曾經指出，一些尋求庇護者並沒有真正受酷刑，而是利用處理手續時間在港非法工作。2020年亦有報導指人道援助有被濫用的情況，例如變賣食物換取現金，胡亂搬屋令到按金被業主扣除。在審計處報告指出，在 2017 年 2 月 1 日至 2019 年 1 月 31 日期間，以及在 2019 年 2 月1 日至 2020 年 3 月 31 日期間，被業主沒收的租金按金分別達970 萬元 (涉及 4 027 項沒收) 和 190 萬元 (涉及 860 項沒收)。審計署審查社署 2019 年 2 月 1 日至 2020 年 3 月 31 日期間就大量購買副食品的個案所作查核後發現，社署發現有 2 380 個電子代幣疑被用作大量購買副食品。
支持尋求庇護者的高成本也是自由黨在2015年提出撤銷免簽證入境香港的理由之一。

### 經濟支援不足與生活困境
有報導指政府給予的經濟支援不足夠照顧庇護者的日常需求，截至2024年，香港十年來的基本消費物價指數升幅至少高達19.97%，然而，上萬名免遣返聲請者的生活津貼卻只有大約3,000元，十年來沒有調整。由於按法例規定免遣返聲請者不能工作，他們只能依賴政府的人道援助計劃生存。同時，難民第二代亦面對升學和自力更新的困難，礙於法例所限，他們即使成績合資格亦沒有資源升讀大學，又不能工作，導致難民生活問題持續嚴峻。

## 人口
截至2015年8月，大約有9,900名來自南亞的尋求庇護者，等待他們的庇護申請。超過一半的尋求庇護者來自以下三個南亞國家：巴基斯坦、印度和孟加拉國。
尋求庇護者住在低成本住房，因為香港政府提供了基本水平的租金津貼，位於尖沙咀的重慶大廈是尋求庇護者的一個受歡迎的生活區，除此之外他們也住在新界的鄉村，那裡有較便宜的住宿。

## 成本和援助
自2014年起的10個財政年度，香港用於免遣返聲請人的開支達100億元，而當中人道援助佔一半，達50億元。截至2025年，社會福利署在不允許酷刑聲請人工作的前提下，提供包括每月港幣1,200元的食物準貼，1,500元(合資格成年人)或750元(合資格的未成年受助人)的標準住屋津貼，300元的雜費，以及小額的交通津貼和基本日用品。

## 相關罪行
一些香港市民認為，尋求庇護者與街頭罪案率提高有關。有評論引用了2012年尖沙咀及元朗1月至7月的罪案案件數字，少數族裔有關的罪案案件數目百分占比分別是2.7%及5.4%。

然而，根據警方資料顯示，2016年全港因干犯刑事罪行的被捕人數有33,242人，其中被拘捕的非華裔人士數目高達4,703名，非華裔的犯罪人數百分占比為14.1%，2016年香港非華裔人士因涉扒竊、藏有攻擊性武器和非禮等罪行而被捕的人數也較過往持續增加。

根據2016年中期人口統計的數字，非華裔人士占香港總人口8%，但占全港因干犯刑事罪行而被捕的人數14.1%，以致香港報章有評論稱非華裔犯罪人士為「假難民兵團」。

2013年6月，一名26歲來自印度的尋求庇護者在重慶大廈的宿舍強姦了一名來自中國大陸的女子。
在2015年，一連串的拘捕行動共拘捕84名疑犯，搗破了一個在香港經營的販毒組織，大多數嫌疑犯為“非洲人，主要來自岡比亞”，他們來香港尋求庇護。
2017年2月13日，一名40歲黑人因從莫桑比克寄至香港的速遞郵件被發現藏毒，於元朗八鄉被捕，其間一度反抗。
2017年4月16日晚，一名南亞裔男子尖沙咀么地道非礼一名20岁女子，警方接报赶至将该名南亞裔男子拘捕。油尖旺区议员许德亮表示涉及南亚裔人士的罪案亦愈来愈多，令市民非常担心。
2017年4月29日晚，在香港深水埗黃竹街楓樹街球場分別有印度裔男子與巴基斯坦裔男子總共近50人聚集，并各自手持利刀、鐵棍、高球棍及玻璃樽等武器互相毆鬥，其中6名印度裔為持有「行街紙」的酷刑聲請人士。
2017年5月1日晚，兩批為數30多名的南亞裔人士在牛頭角定安街富安大廈對開聚集，互相叫囂對峙，當中有人手持鐵通及開山刀，雙方展開追逐，警方到場後雙方作鳥獸散逃去無踪
2017年5月2日晨，大批南亞裔人士在荔枝角道近桂林街一带，手持利刀及棍互相追打，警方趕至拘捕6人并追捕其他在逃涉案人士。
2017年8月19日下午，一名索馬里籍的23歲聲請人在油麻地因沒有錢嫖妓，遂老羞成怒取生果刀在人來人往的廟街隨機追斬途人，一名巴基斯坦籍聲請人被斬傷。後來該名索馬里人被香港警員按地制服及拘捕。

## 參看
- 酷刑聲請

## 外部鏈接
- 執法及酷刑聲請審理部 （页面存档备份，存于） 入境事務處2013年年報